# André Bac
André Bac (nom artístic d' André Joseph Adrien Bachrich) és un director de fotografia francès nascut el 14 de desembre de 1905 al 9è districte de París, ciutat on va morir l'1 de juny de 1989 al 13è districte.

## Biografia
Fill de Charles Bachrich i de Marie-Élise Fournier, dos artistes dramàtics, és conegut per la seva associació amb els directors Claude Autant-Lara en els anys 1950 i Yves Robert en els anys 1960. Fotògraf reporter de professió, es va llançar definitivament al cinema després de la Segona Guerra Mundial amb la pel·lícula Le 6 juin à l'aube de Jean Grémillon.

## Filmografia parcial
- 1933: L'Assommoir de Gaston Roudès
- 1934: La Maison du mystère de Gaston Roudès
- 1934: Flofloche de Gaston Roudès
- 1935: Lune de miel, de Pierre-Jean Ducis
- 1936: Les Mutinés de l'Elseneur de Pierre Chenal
- 1937: L'Homme de nulle part de Pierre Chenal
- 1937: Les Réprouvés de Jacques Séverac
- 1938: Ça... c'est du sport de René Pujol
- 1939: Le jour se lève de Marcel Carné
- 1939: Louise d'Abel Gance
- 1940: Marseille mes amours de Jacques Daniel-Norman
- 1946: Les Portes de la nuit de Marcel Carné
- 1946: Le 6 juin à l'aube de Jean Grémillon
- 1949: Les Noces de sable d'André Zwobada
- 1949: Occupe-toi d'Amélie de Claude Autant-Lara
- 1949: Le Mystère de la chambre jaune de Henri Aisner
- 1949: Le Point du jour de Louis Daquin
- 1951: L'Auberge rouge de Claude Autant-Lara
- 1952: La neige était sale de Luis Saslavsky
- 1953: Le Bon Dieu sans confession de Claude Autant-Lara
- 1955: Double destin de Victor Vicas
- 1955: Herr Puntila und sein Knecht Matti d'Alberto Cavalcanti
- 1958: Le Naïf aux quarante enfants de Philippe Agostini
- 1958: Tant d'amour perdu de Léo Joannon
- 1958: Les Cinq Dernières Minutes, épisode La Clé de l'énigme de Claude Loursais (TV)
- 1960: Le Dialogue des carmélites de Philippe Agostini
- 1960: La Famille Fenouillard d'Yves Robert
- 1961: Le Cirque de Calder de Carlos Vilardebó (court métrage)
- 1961: La Guerre des boutons de Yves Robert
- 1961: Les Cinq Dernières Minutes, épisode Cherchez la femme de Claude Loursais (TV)
- 1961: Le Nain de Pierre Badel
- 1963: Bébert et l'Omnibus d'Yves Robert
- 1963: Carambolages de Marcel Bluwal
- 1965: Les Copains de Yves Robert
- 1965: Dom Juan ou le Festin de Pierre de Marcel Bluwal (TV)
- 1968: La Double inconstance de Marcel Bluwal (TV)